# Partizanin
Partizanin (bulgariska: Партизанин) är ett distrikt i Bulgarien.   Det ligger i kommunen Obsjtina Bratia Daskalovi och regionen Stara Zagora, i den centrala delen av landet, 170 km öster om huvudstaden Sofia.
Trakten runt Partizanin består till största delen av jordbruksmark. Runt Partizanin är det ganska glesbefolkat, med 45 invånare per kvadratkilometer.